# Asnières-en-Poitou
Asnières-en-Poitou település Franciaországban, Deux-Sèvres megyében. Lakosainak száma 191 fő (2022. január 1.). Asnières-en-Poitou Vinax, Saint-Mandé-sur-Brédoire, Brioux-sur-Boutonne, Chérigné, Ensigné, Juillé és Paizay-le-Chapt községekkel határos.

## Népesség
A település népességének változása:
| Lakosok száma | 189  | 200  | 208  | 204  | 200  | 196  | 192  | 189  | 191  |
|               | 2013 | 2015 | 2016 | 2017 | 2018 | 2019 | 2020 | 2021 | 2022 |